# Burghead
Burghead är en ort i Storbritannien.   Den ligger i kommunen Moray och riksdelen Skottland, i den norra delen av landet, 700 km norr om huvudstaden London. Burghead ligger 9 meter över havet och antalet invånare är 1 684.
Terrängen runt Burghead är platt. Havet är nära Burghead åt nordväst. Runt Burghead är det glesbefolkat, med 18 invånare per kvadratkilometer. Närmaste större samhälle är Elgin, 11,7 km sydost om Burghead. Trakten runt Burghead består i huvudsak av gräsmarker.